# Cyclone Cheneso
Le cyclone tropical Cheneso est un puissant cyclone tropical qui a touché Madagascar en janvier 2023. Cinquième système tropical, quatrième nommé et second à atteindre le stage de cyclone de la saison cyclonique 2022-2023 dans l'océan Indien sud-ouest, il s'est développé à partir d'une zone de perturbation météorologique bien au nord-est de Madagascar le 10 janvier 2023. Le premier bulletin a été émis le 17 par le Centre météorologique régional spécialisé cyclones de La Réunion (CMRS) et le système s'est transformé en une dépression tropicale le 18 janvier. La dépression s'est renforcée en tempête tropicale sévère Cheneso le jour suivant. Cette dernière a touché le nord de Madagascar et s'est affaibli en une dépression sur terre avant d'émerger dans le canal du Mozambique près de Morondava. Cheneso s'est ensuite transformé en cyclone tropical le 25 janvier en longeant la côte sud-ouest de l'île. Après avoir atteint le sud de l'île, il a tourné au sud-est vers des eaux plus froides et un cisaillement des vents en augmentation ce qui l'a transformé en dépression post-tropicale le 29 janvier en direction des îles Kerguelen.
Le Bureau National de Gestion des Risques et Catastrophes (BNGRC) a rapporté au moins 33 morts et 20 disparus ainsi que des dégâts considérables à Madagascar.

## Évolution météorologique
Le 10 janvier, le CMRS de La Réunion a commencé à parler d'un potentiel de développement cyclonique avec une augmentation de l'activité orageuse au sud de l'île de Diego Garcia. Le 13, le JTWC a fait de même pour une perturbation située dans un environnement favorable à l'intensification soit des températures chaudes de la surface de la mer et un cisaillement vertical du vent relativement faible. Le 17 janvier, le CMRS a donnée le statut de perturbation tropicale à ce système.

Cheneso frappant le nord-est de Madagascar le 19 janvier.

À 0 h UTC le 18, elle est devenue une dépression tropicale au nord-est de Madagascar. Vers 9 h UTC, le CMRS a reclassé le système en tempête tropicale modérée et Météo Madagascar l'a nommé Cheneso. À 19 h UTC, elle est devenue une forte tempête tropicale à moins de 180 km des côtes. Cheneso a touché la côte malgache près de villes de Sambava et Antalaha le 19 janvier avant 12 h UTC puis est devenue une dépression sur terre tournant vers le sud-ouest en s'affaiblissant. Le CMRS a cessé ses bulletins le 20 janvier à 12 h UTC quand la dépression est devenue très faible sur le centre ouest de Madagascar mais en gardant un œil sur une possible reformation dans la canal du Mozambique.
À 7 h UTC le 23 janvier, le CMRS a repris ses bulletins à propos de la dépression Cheneso et à 13 h UTC la reclassifie en perturbation tropicale quand elle ressort sur le canal près de Morondava. Vingt-quatre heures plus tard, elle redevenait une tempête tropicale modérée puis forte quelques heures plus tard. Le 25 janvier, Cheneso a atteint le stade de cyclone tropical à moins de 140 km des côtes de la région de Morondava. Étant quasi stationnaire, il a provoqué une remontée d'eau froide et le 26 janvier à 13 h UTC, Cheneso est temporairement retombé à forte tempête tropicale.
La tempête a accéléré lentement ensuite vers le sud. À 0 h UTC le 28 janvier, ayant regagné des eaux plus chaudes, Cheneso est redevenu un cyclone à environ 250 km à l'ouest de la région de Atsimo-Andrefana. À 3 h UTC, le Joint Typhoon Warning Center (JTWC) a estimé que le système s'était renforcé en un cyclone tropical équivalent à la catégorie 2 de l'échelle de Saffir-Simpson avec des vents soutenus d'une minute à 155 km/h et une pression centrale de 959 hPa.
Par la suite, le système a tourné vers le sud-est passant au sud de Madagascar tout en accélérant. Rencontrant un cisaillement de plus en plus fort des vents en altitude, Cheneso est redescendu à forte tempête tropicale dès 18 h UTC et s'est transformé en dépression post-tropicale le 29 à 6 h UTC,. Le CMRS a cessé ses bulletins à 19 h UTC le même jour alors que la dépression se dirigeait vers l'île Kerguelen. Le système s'est dissipé le 1er février.

## Préparatifs
Après avoir touché terre à Madagascar, les autorités ont coordonné les activités de préparation, la tempête devant affecter jusqu'à 3 millions de personnes,. Le Service aérien d’aide humanitaire des Nations unies (UNHAS) a également été mis en veille. En conséquence, les mesures de lutte contre le cyclone ont été activées par le Bureau National de Gestion des Risques et Catastrophes de Madagascar (BNGRC) et les organisations humanitaires.
Le système de gestions des désastres naturels Copernicus a été activé en mode cartographie rapide le 25 janvier pour fournir une évaluation des dommages dans les zones touchées. Les autorités locales ont émis une alerte aux fortes pluies dans les régions du centre et de l'ouest du pays, posant un risque imminent d'inondations et de glissements de terrain.

## Conséquences

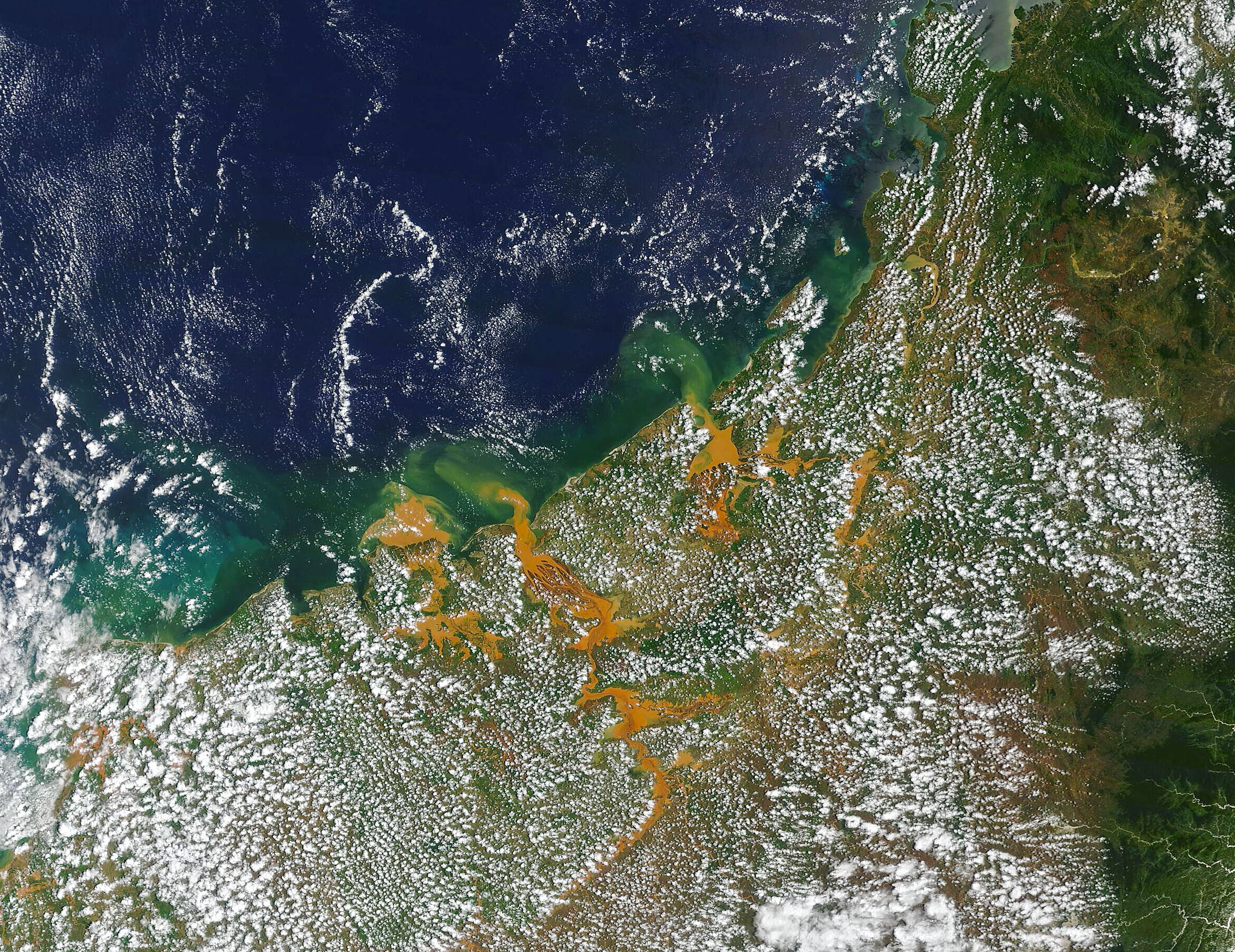
Image par le spectroradiomètre satellite MODIS montrant les débordements des rivières du nord de Madagascar le 29 janvier.

Le passage de la tempête a été accompagné de très fortes pluies, dont 100 mm en 24 heures à Sambava et 104 mm à Antsohihy, causant des inondations. Finalement, des quantités généralisées de 200 à 250 mm ont été observées à travers le pays, plus de 300 mm par endroits, en 10 jours. Le district de Maroantsetra a été le plus touché lors de la touche initiale dans le nord de Madagascar et l'aérodrome de Maroantsetra a dû annuler les vols de la compagnie Madagascar Airlines à cause des inondations. Dans la région Sava, des éboulements ont bloqué la circulation sur une route nationale. Un nombre considérable de routes sont coupées et de ponts sont endommagés dans tout le sud-ouest, le centre et le nord du pays par la pluie de ce système à progression lente,. Le nord-ouest, particulièrement la région de Boeny, a été le plus durement touchée durant la période totale du cyclone.
Le 1er février, le bilan était d'au moins 33 morts, 20 disparus et 90 870 sinistrés, dont le tiers de déplacés, affectant 17 régions sur les 22 de l'île,. Plus de 37 000 maisons, 18 centres médicaux et 164 écoles ont été endommagés, alors qu'environ 1 400 ha de rizières ont été inondées,.

## Aide
Dès le 24 janvier, Oman a répondu aux demandes d'aide de Madagascar en envoyant 7 tonnes de médicaments et 35 tonnes d'aide alimentaire aux victimes du cyclone. Selon les autorités locales, des vivres sont fournis aux personnes dans le besoin.
Deux semaines après le passage de Cheneso dans la région de Boeny, les inondations isolaient encore des localités. Le président de Madagascar, Andry Rajoelina, s’est rendu sur place le 2 février pour annoncer l’envoi d’une équipe médicale, le don de 20 kg de semences par hectare aux agriculteurs sinistrés ainsi que d'autres équipements nécessaires. Une opération de distribution de repas chauds pour 770 bénéficiaires a été effectué à Marovoay par l’association Fitia dirigée par la femme du président, Mialy Rajoelina.